# Nico Brina

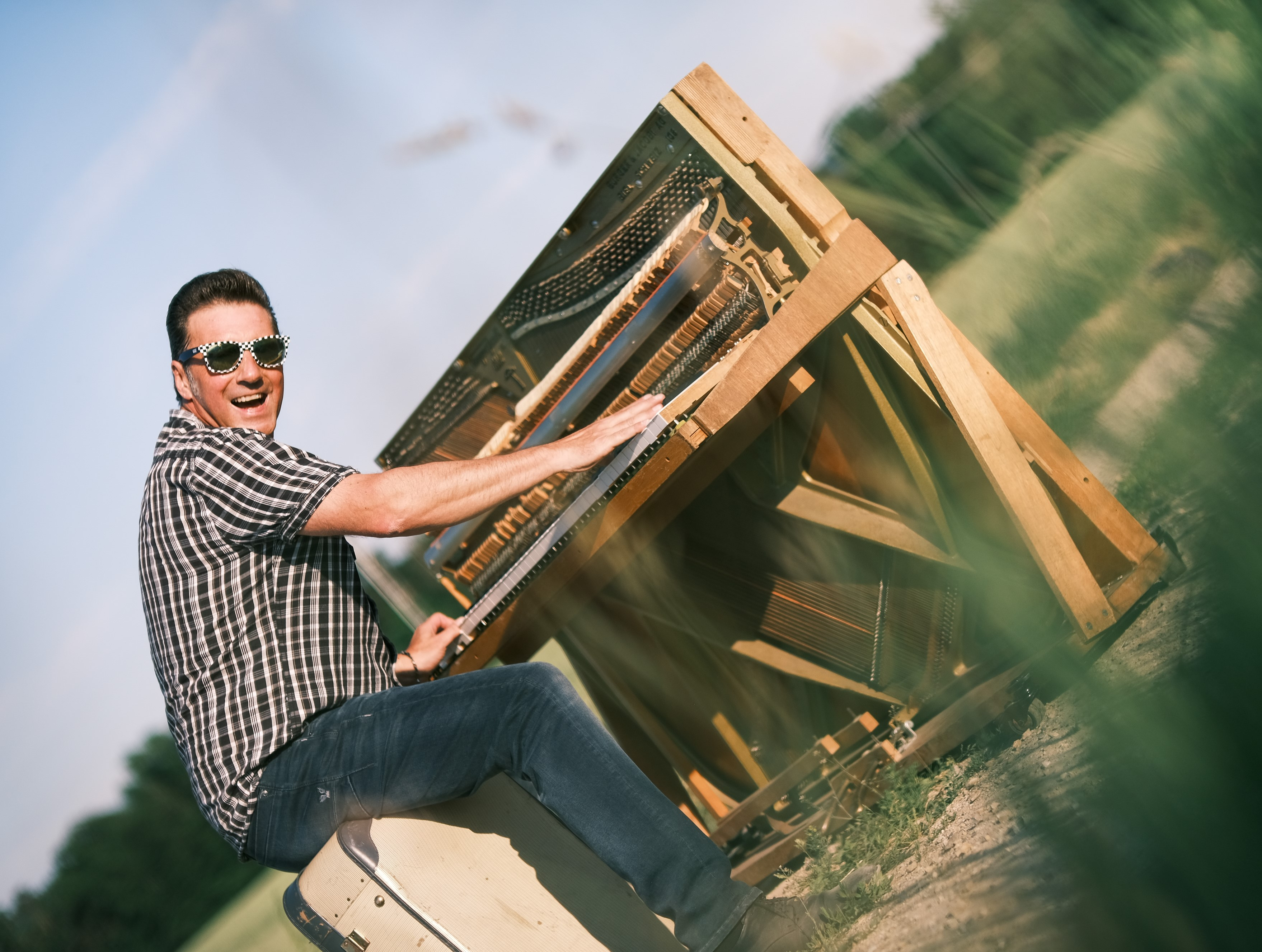
Nico Brina

Nico Brina (* 29. September 1969 in Biel) ist ein Schweizer Boogie-Woogie-, Blues- und Rock-’n’-Roll-Pianist, Sänger, Komponist und Musikproduzent.

## Leben
Das erste Konzert gab Nico Brina 1984 zusammen mit der Rock and Roll Band „Jive Boys“. Eine Single namens She's my Rock'n'Roll Girl, das Album Jive Boys und diverse Fernsehauftritte dokumentieren diese Zeit. 1989 löste sich die Band auf. Im selben Jahr machte sich der Pianist und Sänger selbstständig.
Von 1989 bis 1993 war er, neben seinen Solo-Auftritten, als Pianist bei der Country-Band „Buddy Dee and the Ghostriders“, der Blues Band „Claudia Stevanon Band“ und als Schlagzeuger in der Rockabilly Band Fishnet Stockings unterwegs.
Bevor Brina 1990 die Swiss Jazz School in Bern während einem Jahr besuchte, nahm er 1978 fünf Monate Klavierunterricht und erhielt etwas später vom Jazzpianisten Daniel Cerny wertvolle Blues-Tipps während einer oder zwei Lektionen. Das allermeiste hat sich Nico Brina als Autodidakt selbst beigebracht.
Seit 1993 widmete Brina sich seiner Solokarriere. Neben Auftritten als Solopianist standen solche im Duo mit Schlagzeuger Thomas Fahrer (1993–2000), dem dann bis heute Charlie Weibel, Tobias Schramm und Steve Grant folgten – in der Dominikanischen Republik mit Schlagzeuger „Sly De Moya“ und in Singapur mit Schlagzeuger „Patrick Fernando“ und im Trio mit Schlagzeuger und dem Gitarristen Pete Borel und/oder mit dem Saxofonisten Bruno Kyburz.
1995 wurde er mit dem kleinen Prix Walo in der Sparte „Special Act“ ausgezeichnet.
1996 erhielt er einen Eintrag in das Guinness-Buch der Rekorde mit dem schnellsten Boogie Woogie „Nico's Highspeed Boogie“ und 2014 wurde sein Album „Flight 6024“ für den Preis der Deutschen Schallplattenkritik nominiert. Sein musikalisches Rezept ist die Verschmelzung von Boogie Woogie, Blues und Rock and Roll.
2000, zum 66. Geburtstag von Udo Jürgens, wurden vom Fernsehsender ZDF neun Boogie-Woogie-Pianisten aus aller Welt eingeladen für einen „Special Act“. An diesem Auftritt nahm Brina teil.
2001 gründete er zusammen mit dem Stepptänzer und Jongleur Lukas Weiss zusätzlich die Show „Tap and Boogie“.
2012 wurde er anlässlich seiner aktuellen Tournee in der Dominikanischen Republik in die renommierte TV-Sendung 'Chévere Nights en Santo Domingo' eingeladen.
Im August 2007 trat Nico Brina beim „Festival International de Boogie Woogie de La Roquebrou“ in Frankreich auf.
2015 spielte Brina im Botanischen Garten in Singapur ein Openair-Konzert, welches im Fernsehen mit einem TV-Auftritt begleitet wurde.
Im Jahr 2022 kam Nico Brinas autobiographisches Buch Von 100 auf 0 in 1 Sekunde. Boogie, Lockdown & Klopapier heraus. Anlässlich seines vierzigjährigen Bühnenjubiläums veröffentlichte er zwei Jahre später ein weiteres Buch, Boogiemania – 88 Tasten zur Seele.
Brina spielte zusammen mit den Pianisten Axel Zwingenberger, Jean-Pierre Bertrand, Chris Conz, Raymond Fein, Henning Pertiet, Silvan Zingg, Daniel Breitenstein, Lluís Coloma, Hamp goes wild, David Ruosch, Dániel Balázs, Jo Carpenter, Katharina Alber, Christine & The Kings Band, Urs Schlittler, Luca Sestak und Bartek Skopiński.
Bis zum heutigen Tag veröffentlichte Nico Brina 21 CDs, 1 DVD, 1 LP, 2 Bücher und spielte über 4'000 Auftritte/Shows in 19 verschiedenen Ländern und gibt sein Wissen und seine Erfahrung im Boogie Woogie, Blues und Rock ’n’ Roll auch gerne weiter – er unterrichtete u. a. Vanessa alias Ladyva und Thomas J. Gyger.
Neben „normalen“ Konzerten absolviert Brina auch Auftritte in öffentlichen Raum mit einem leicht transportablen Klavier. Hatte er dafür zunächst ein Instrument von Burger & Jacobi genutzt, ließ er sich Anfang 2025 ein Sauter-Klavier im Schweizer-Käse-Design gestalten.

## Diskografie
- Just a Little Bit (1993)
- Blues'n'Boogie (1994)
- Jump to the Boogie (1996)
- Mundart Boogie (1997)
- Let's Boogie! (1999 – blue martin records)
- Tap And Boogie (2001)
- Born To Be A Boogieman (2003 – brina music)
- King of Boogie (2008 – dcmci records)
- 25 Years Live On Stage 1984-2009 (2009 – brina music)
- Who Cares, Just Boogie (2010 – brina music)
- The Blues Will Help You Survive (2012 – brina music)
- Flight 6024 (2013 – stormy monday records)
- That's My Way – 30 years the jubilee sessions (2015 – stormy monday records)
- The B'day Session (2016 – stormy monday records)
- 25/8 - 25 Hours 8 Days A Week (2016 – stormy monday records)
- Boogieful (2018 – stormy monday records)
- Boogie Me Up (2019 – stormy monday records)
- Lucky Blues Travelers (2020 – stormy monday records)

## Auszeichnungen
- 1995 – Prix Walo in der Sparte „Special Act“
- 1996 – Eintrag ins Guinness-Buch der Rekorde mit dem schnellsten Boogie Woogie
- 2014 – Nomination des Albums Flight 6024 für den Preis der Deutschen Schallplattenkritik
- 2018 – Platz 1 in den Norwegischen Blues Charts mit der Eigenkomposition Barrel of Monkeys